# Престон, Тайла
Тайла Престон (англ. Taylah Preston; род. 27 октября 2005, Джоондалуп) — австралийская теннисистка. Победительница одного турнира WTA 125 в парном разряде; и победительница шести турниров ITF (4 — в одиночном разряде).
С 2024 года Престон представляет Австралию на Кубке Билли Джин Кинг, где её рекорд W/L: 1—0.
Полуфиналистка двух юниорских турниров Большого шлема в парном разряде (Открытый чемпионат Австралии-2022, Открытый чемпионат США-2022); бывшая 10-я ракетка мира в юниорском рейтинге ITF (2022).

## Общая информация
Тайла Престон родилась 27 октября 2005 года в округе Джоондалуп, расположенном в северном пригороде Перта, штат Западная Австралия, в Австрали.

## Спортивная карьера
В 2023 году стала победительницей четырёх турниров ITF в одиночном разряде.
И в 2023—2024 годах стала победительницей ещё двух турниров ITF в парном разряде.

### 2025
В середине январе 2025 года получив wild-card она участвовала в парном разряде Открытого чемпионата Австралии вместе со своей соотечественницей Лизетт Кабрера, где они в первом круге проиграли Александре Пановой и Го Ханьюй со счётом 4-6, 6-7(4).
В середине февраля 2025 года стала победительницей в парном разряде вместе с соотечественницей Майей Джойнт турнира WTA 125 в Канкуне (Мексика), где они в финале победили испанскую пару Алёна Большова и Ивонн Кавалье Реймерс со счётом 6-4, 6-3.

## Итоговое место в рейтинге WTA по годам
| Год  | Одиночный рейтинг | Парный рейтинг |
| 2024 | 156               | 261            |
| 2023 | 244               | 576            |
| 2022 | 606               | 612            |